# Reisepreis
Der Reisepreis ist ein Rechtsbegriff, unter dem der Preis für den Abschluss eines Reisevertrages als Gegenleistung für angebotene Reiseleistungen verstanden wird.

## Allgemeines
Der Reisepreis setzt sich wie die Reisekosten hauptsächlich aus Transportkosten (Fahrtkosten für Transportmittel), Übernachtungskosten (Hotels) und Reisenebenkosten (Ausflüge, Gebühren, Reiseleitung, Trinkgelder) zusammen. Ein Reisepreis, der diese Bestandteile und auch Speisen und Getränke beinhaltet, wird All inclusive genannt. Je nach Reiseart fällt der Reisepreis bei Pauschalreisen oder bei Individualreisen an. Er ergibt sich aus der Rechnung oder Reisebestätigung des Reiseveranstalters, wobei eine Anzahlung bei Reisebestätigung und der restliche Reisepreis als Vorauszahlung nach Zugang der wichtigsten Reisedokumente fällig wird.

## Rechtsfragen
Vertragsparteien des Reisevertrages sind der Reisende und der Reiseveranstalter. Nach § 651a Abs. 1 BGB ist der Reisende verpflichtet, dem Reiseveranstalter den vereinbarten Reisepreis zu zahlen. Der Reisepreis ist gemäß § 6 Abs. 2 BGB-Informationspflichten-Verordnung bindend. Bei Pauschalreisen sehen die Allgemeinen Reisebedingungen der Reiseveranstalter meist eine Anzahlung und eine Vorauszahlung des Reisepreises vor Antritt der Reise vor. Anzahlungen von höchstens 20 % des Reisepreises sind zulässig. Die Vorschriften über Pauschalreisen gelten gemäß § 651a Abs. 5 BGB nicht bei Tagesreisen ohne Übernachtung, wenn der Reisepreis 500 Euro nicht übersteigt. Der Reisende kann nach § 651a Abs. 5 Satz 2 BGB bei einer Erhöhung des Reisepreises um mehr als 5 % oder bei einer erheblichen Änderung einer wesentlichen Reiseleistung vom Reisevertrag zurücktreten, wenn in den Allgemeinen Reisebedingungen keine nachträgliche Leistungsänderung rechtswirksam vorbehalten ist. Im Fall konnte aufgrund einer Militärparade in Peking die Verbotene Stadt und der Platz des Himmlischen Friedens nicht besichtigt werden, stattdessen wurde ein Besuch des Yonghe-Tempels angeboten, was nach Ansicht des BGH eine erhebliche Änderung der Reiseleistung darstellte.
Weist die Reise nach § 651c Abs. 1 BGB einen Reisemangel auf, so mindert sich gemäß § 651d Abs. 1 BGB für die Dauer des Mangels der Reisepreis nach Maßgabe des § 638 Abs. 3 BGB. Danach ist bei der Minderung der Reispreis in dem Verhältnis herabzusetzen, in welchem zur Zeit des Vertragsschlusses der Wert der Reise in mangelfreiem Zustand zu dem wirklichen Wert gestanden haben würde. Die Minderung ist, soweit erforderlich, durch Schätzung zu ermitteln. Der BGH entschied im Dezember 2016, dass der Reiseveranstalter das Risiko auch dann trägt, den vereinbarten Reisepreis nicht zu erhalten, wenn der Reiseerfolg durch Umstände vereitelt wird, die weder ihm noch dem Reisenden zugerechnet werden können. Im zitierten Urteil ging es um die schwere Verletzung des Reisenden bei einem Verkehrsunfall während des Transfers vom Flughafen zum Hotel. Diese begründet einen Reisemangel, auch wenn den Reiseveranstalter kein Verschulden an dem Unfall trifft. Wird der Reisende hierdurch so schwer verletzt, dass er keine weiteren Reiseleistungen in Anspruch nehmen kann, verliert der Reiseveranstalter regelmäßig den gesamten Anspruch auf den Reisepreis.
Tritt der Reisende vom Vertrag zurück, so verliert der Reiseveranstalter gemäß § 651i Abs. 2 BGB den Anspruch auf den vereinbarten Reisepreis. Vor Zahlung des Reisepreises dürfen Reiseveranstalter und Reisevermittler diesen nur fordern oder annehmen, wenn dem Reisenden ein Reisesicherungsschein zwecks Reisepreissicherung übergeben wurde (§ 651t Abs. 4 BGB). Wird ohne Übergabe eines Sicherungsscheins oder ohne Nachweis einer Sicherheitsleistung eine Zahlung des Reisenden auf den Reisepreis gefordert oder angenommen, liegt eine Ordnungswidrigkeit nach § 147b GewO vor.

## Wirtschaftliche Aspekte
Der BGH hält im Hinblick auf die durch § 651t BGB eingetretene geänderte Risikoverteilung Anzahlungen bis zu 20 % des Reisepreises für angemessen. Die Anzahlung von maximal 20 % des Reisepreises und die restliche Vorauszahlung sind ein Kundenkredit, den der Reisende dem Reiseveranstalter einräumt. Der Reisende geht ein Vorleistungsrisiko ein, so dass seine An- und Vorauszahlungen verloren sein können, wenn der Reiseveranstalter vor Durchführung der Reise in Insolvenz geht. Zur Sicherung dieses Zahlungsrisikos dient der gesetzlich vorgesehene Reisesicherungsschein, der in Form einer Bürgschaft/Garantie durch ein Kreditinstitut oder eine Versicherung bei Zahlung des Reisepreises an den Reisenden zu übergeben ist (§ 651r Abs. 2 BGB). Zu beachten ist vor allem beim Massentourismus die Haftungsgrenze von 110 Millionen Euro nach § 651r Abs. 3 BGB. Die Kundengelder sind zwar vollständig abgesichert, werden aber wegen der Haftungsgrenze nur quotal erstattet, so dass es zu Kürzungen des Rückzahlungsanspruchs kommen kann. Je mehr Reisende einen Erstattungsanspruch gegen einen Großveranstalter besitzen, umso höher ist ihr Risiko, nicht den vollen Erstattungsbetrag zu erhalten.
Zur Verbesserung der Kapazitätsauslastung bei Flugreisen (vorhandene Sitzplätze) oder in Hotels (Hotelzimmer) kann der Reisepreis durch den Reiseveranstalter im Rahmen der zeitlichen Preisdifferenzierung um Rabatte wie beim Frühbucherrabatt oder bei last minute bis zu seiner Preisuntergrenze verringert werden, um mehr Nachfrage zu generieren. Die kurzfristige Preisuntergrenze für diese Rabatte liegt bei den Grenzkosten, so dass ein Sitzplatz, der oberhalb der Grenzkosten verkauft werden kann, zur Kostendeckung der Fixkosten beiträgt. Dazu gehören auch die Stand-by-Flüge. Der Rabatt darf jedoch nicht zu früh vor Abflug erfolgen, damit nicht Nachfrager zum Rabatt-Tarif buchen, die auch ein Flugticket zum Normaltarif erworben hätten. Nachfrager nach last minute-Reisen sind Schnäppchenjäger, deren Kaufverhalten wesentlich auf den Reisepreis fokussiert ist und die weniger Wert auf die Qualität der Reiseleistungen legen.

## International
In der Schweiz (Art. 6 Pauschalreisegesetz) und in Österreich (§ 2 PRG) heißt der Reisepreis einfach „Preis“.